# Camposporium pellucidum
Camposporium pellucidum är en svampart som först beskrevs av Grove, och fick sitt nu gällande namn av S. Hughes 1951. Camposporium pellucidum ingår i släktet Camposporium, divisionen sporsäcksvampar och riket svampar.   Inga underarter finns listade i Catalogue of Life.